# Thomas Taubmann
Thomas Taubmann (* 22. Juli 1955 in Berlin; † 12. Dezember 1981 ebenda) war ein Todesopfer an der Berliner Mauer. Er wurde bei dem Versuch, die Mauer zwischen den Stadtteilen Prenzlauer Berg und Wedding zu überwinden, im Grenzgebiet von einem Güterzug überrollt und dabei tödlich verletzt.

## Leben
Als einziges Kind seiner Eltern wuchs Taubmann in Berlin-Weißensee auf. Nach der Schule absolvierte er eine Lehre zum Maschinenschlosser. Während der Arbeit spezialisierte er sich auf Kranreparaturen. Er heiratete eine junge Frau, die 1976 einen Sohn von ihm bekam. Sein Arbeitgeber schuf ihm die Möglichkeit, ab 1977 ein Studium an der Ingenieurschule für Maschinenbau und Elektrotechnik in Berlin-Lichtenberg aufzunehmen. Taubmanns Ehe scheiterte 1979. Sein Studium brach er kurz vor dem Abschluss ab. Er bekam ein Alkoholproblem und wurde beim Ladendiebstahl erwischt, wofür er sich am 14. Dezember 1981 vor Gericht verantworten sollte.
Am Abend des 12. Dezember 1981 stieg er angetrunken auf einen Güterzug, der kurz an der Ausfahrt des Bahnhofs Berlin-Pankow hielt und weiter in Richtung Stadtmitte fuhr. Die Bahnstrecke führte zwischen den Bahnhöfen Pankow und Schönhauser Allee auf einem Teilstück direkt durch das Grenzgebiet. Als der Zug die Bösebrücke passierte, sprang er ab. Nach Unterlagen des Ministeriums für Staatssicherheit (MfS) geriet er bei seinem Sprung unter den fahrenden Zug. Der Lokführer eines entgegenkommenden Zugs entdeckte ihn wenig später.
Bei einer Durchsuchung seiner Wohnung fanden die Behörden einen Abschiedsbrief, in dem er eine Flucht über die tschechoslowakisch-österreichische Grenze ankündigte. Seine Eltern wurden am folgenden Tag informiert und zur Identifizierung des Leichnams in das Gerichtsmedizinische Institut der Charité gebracht. Das MfS entschied, den Todesfall als Unfall darzustellen. Erst nach der Deutschen Wiedervereinigung konnte die Familie den Abschiedsbrief in den Akten des MfS nachlesen.
Ein Bild von ihm befindet sich heute am Mahnmal Fenster des Gedenkens der Gedenkstätte Berliner Mauer.